# 中华人民共和国外交部北美大洋洲司
中华人民共和国外交部北美大洋洲司（英語：Department of North American and Oceanian Affairs of the Ministry of Foreign Affairs of the People's Republic of China），简称外交部美大司，是由中华人民共和国外交部直接领导的工作机关。

## 机构沿革
1949年11月，中央人民政府外交部成立时，即设立美洲澳洲司（美澳司）负责美洲、大洋洲事务。1969年1月，美澳司与西欧司合并为西欧美澳司（欧美司）。1972年7月，欧美司重新分设为西欧司和美洲太平洋司（美太司）。美洲太平洋司随即又更名为美洲大洋洲司（美大司）。1989年，拉丁美洲和加勒比地区事务划归新设立的拉丁美洲和加勒比司，美洲大洋洲司司改称北美大洋洲司，仍简称美大司。

## 工作职能
外交部北美大洋洲司主要按照国务院和外交部给其确定的工作范围，负责办理以下各项工作：
- 负责掌握、研究北美大洋洲地区和国家的情况和形势。
- 负责与北美大洋洲地区这一地区内的国家外交往来。
- 负责与北美大洋洲地区这一地区内的国家相关的涉外事务的具体事宜。
- 协调同北美大洋洲国家间双边往来的具体政策。
- 指导中华人民共和国驻北美大洋洲地区大使馆、领事馆的外交业务工作。
- 其他相关工作。

## 组织结构
- 中华人民共和国外交部
  - 外交部北美大洋洲司
    - 美国处
    - 澳大利亚新西兰处
    - 加拿大南太岛国处
    - 综合调研处

## 工作涉及的国家
外交部美大司的工作职能中所指国家和地区以及地区组织包括：
- 北美地区国家
  - 美国、加拿大
- 大洋洲国家和地区
  - 澳大利亚、新西兰、汤加、萨摩亚、斐济、巴布亚新几内亚、基里巴斯、瓦努阿图、密克罗尼西亚、帕劳、库克群岛、所罗门群岛、瑙鲁、图瓦卢、马绍尔群岛、美属萨摩亚、关岛、法属波利尼西亚、新喀里多尼亚、瓦利斯和富图纳群岛、纽埃、托克劳、皮特凯恩群岛、北马里亚纳群岛
- 地区组织
  - 太平洋岛国论坛、太平洋共同体

## 历任司长

### 美澳司时期
- 柯柏年（1949.12－1954.12）
- 徐永煐（1955.01－1958.11）
- 申健（1958.11－1960.11）
  - 林平（1960－1961，代司长）
- 郑为之（1961.04－1967）

### 欧美司时期
- 姚广（1969－1970）
- 章文晋（1971.01－1972，1972.05以后以部长助理兼）

### 美洲大洋洲司时期
- 林平（1973.03－1978）
- 韩叙（1979.03－1982）
- 朱启祯（1982－1984.08，1983.01以后以部长助理兼）
- 张文朴（1984－1986）
- 刘华秋（1986.07－1989，1988.05以后以部长助理兼）

### 北美大洋洲司时期
- 张毅君（1989－1992）
- 马振岗（1992－1995）
- 杨洁篪（1995.08－1996.03，部长助理兼）
- 梅平（1996－1998）
- 卢树民（1998－2001）
- 何亚非（2001－2006）
- 刘结一（2006.01－2007.12）
- 郑泽光（2008－2010）
- 谢锋（2010.10－2014）
- 丛培武（2014－2019）
- 陆慷（2019－2021.12）
- 杨涛（2021.12－2024.9）
- 蔡伟（2024.9－）